# 陳韻琳
陳韻琳（1959年5月15日—），台大歷史系畢，現居住於新竹市。
陳韻琳，自由作家，與從事文字、廣播、網路的資深媒體人，也是《為成人說故事》的發想人。
陳韻琳致力於推廣「為成人說故事」、與讓人生充滿美感的「人生美學」，透過故事自我覺察「盲點我」、「私密我」、「未知我」，以帶出自我療癒、成長與改變。此外，也擅長轉化經典文學、音樂、電影、藝術等藝文素材為故事，以普及人文素養。更透過培育師資，帶出一個致力為成人說故事的團隊，投入到各類讀書會、社區活動、以及各式跟機構合作的課程中。疫情後，各式課程也同步轉成線上課程，跨地域的啟迪感動人心。
出版品有「冷瑩瑩」、「兩把鑰匙」、「假想敵」、「過招」、「走出框框的人生」、「虛擬」，以及有聲書「為成人說故事系列」「為成人說故事—陳韻琳說紅樓」等。最近著作是為成人說故事集「35釐米的縮影人生與信仰」「破碎、療癒與希望」、與藝術史「從天堂到人間」「神聖的遺忘」。

## 著作
- 《假想敵》短篇小說，宇宙光傳播中心出版社，1993年
- 《虛擬》中篇小說集，宇宙光传播中心出版社，1997年
- 《過招》陳韻琳評論集，宇宙光传播中心出版社，1997年
- 《走出框框的人生》散文集，宇宙光傳播中心出版社，1997年
- 《陳韻琳說紅樓》有聲書系列
- 《冷瑩瑩》（短篇小說集），采風出版社，1984年
- 《兩把鑰匙》（短篇小說集），九歌出版社，1984年
- 《35釐米的縮影人生與信仰》（電影故事的欣賞與討論），道聲出版社，2013年
- 《破碎、療癒與希望》（電影故事的欣賞與討論），道聲出版社，2016年
- 《神聖的遺忘》(藝術史)，宇宙光出版社，2018年
- 《從天堂到人間》(藝術史)，宇宙光出版社，2020年

## 心靈小憩
「替自己得的心找一個休息的地方」為出發點，提供來者心靈上的滋養歇息之處，所以以「心靈小憩」為名。在陳韻琳的影響下，網站在不斷引進新的資料下，對深受網路環境影響的e 世代青少年、青年，有更多更實際的瞭解，因此也一直被各教育單位、社會局等邀請，在家長成長團體中作專題演講。網站在2005年與超異時空文學獎一同合辦文學獎，造福喜歡創作的青年學子，更在2006年接下超異時空文學獎的主辦權。

### 心靈小憩為成人說故事藝文網站
「心靈小憩為成人說故事藝文網站」是一個運用藝文來為成人說故事的資料庫網站，這網站同時附帶有培訓志工、及針對各個故事讓志工透過討論區交流意見的功能外，更包含大量培訓相關訊息，並以此為訓練平台、網站資料庫的動態活用處，其活動範圍有類通識教育、家長成長團體、社區教室、圖書館活動等等。
由陳韻琳主領之「為成人說故事」藝文活動，並設立「心靈小憩為成人說故事藝文網站」，主張「成人也需要聽故事，因為每一個故事，都反映不同的人生，讓我們隔著距離，觀察並省思自己。」誠如德國社會學家班雅明 (Walter Benjamin)所言:「故事是來自遠方的親身經歷」，故陳韻琳期待透過故事，可以讓聆聽者在各個角色的同情同理中產生感動，察覺或整理接納自己的「盲點我」「私密我」、體諒理解跟自己不同的「他人」、最後得以期待蛻變出「未來更好的我」。

### 成員組織
企劃總監陳韻琳、行政助理、網站技術維護與網頁製作，及志工三十餘人

## 外部連結
- 心靈小憩 （页面存档备份，存于）